# TVP Info
TVP Info es un canal de televisión público de Polonia, perteneciente a TVP. Se trata de un canal dedicado a la información continua.

## Historia
El canal inició emisiones el 6 de octubre de 2007, reemplazando a TVP3. El lanzamiento del canal no afectó significativamente a la programación de las sucursales regionales, que continuaron emitiendo con un formato similar al anterior.
Desde el 23 de febrero de 2011 el canal emite en formato 16:9.
Desde el 1 de septiembre de 2013, tras el relanzamiento de TVP3, TVP Info es un canal que emite noticias.
Las primeras noticias en los medios sobre TVP Info HD aparecieron en diciembre de 2014, las cuales fueron confirmadas en marzo de 2015 por el entonces presidente de TVP, Juliusz Braun. El 15 de febrero de 2016, el presidente de TVP, Jacek Kurski, anunció en una entrevista con los medios que planeaba lanzar TVP Info HD. En la noche del 18 al 19 de julio de 2016, debido al lanzamiento planificado de TVP Info HD en el tercer multiplex de televisión digital terrestre, TVP Polonia fue reemplazada. El 26 de septiembre de 2016, TVP anunció que el canal emitiría en resolución HD a partir del 30 de septiembre de 2016. Desde entonces, el canal emite en HD.
El 5 de abril de 2017, a las 13:00, TVP Info HD comenzó a emitir vía satélite. El 20 de abril de 2017, TVP Info interrumpió su señal SD.
El 20 de diciembre de 2023, el canal suspendió sus emisiones y comenzó a emitir la señal de TVP1. Esto sucedió debido a la destitución de la junta directiva anterior de TVP y el nombramiento de un nuevo presidente, Tomasz Sygut, por el nuevo Consejo de Supervisión. La emisión de TVP Info se reanudó el 29 de diciembre de 2023.
El 16 de agosto de 2024, Telewizja Polska anunció que se preparaba para el lanzamiento de TVP Info desde un nuevo estudio y en una nueva ubicación. Se anunció que el logotipo de TVP Info también cambiaría. El 30 de septiembre de 2024, el canal adoptó su actual imagen corporativa.

## Controversias
Apenas unas semanas después de ganar las elecciones parlamentarias de 2015, el partido Ley y Justicia aprobó en diciembre de 2015 una ley de medios que otorga al gobierno el control directo de la radiodifusión pública, combinados con el nombramiento de Jacek Kurski como presidente de TVP y la reorganización de personal iniciada a principios de 2016. Esto socavó la independencia de TVP del partido gobernante. Desde entonces, Telewizja Polska, incluido TVP Info, ha sido criticada por su fuerte postura progubernamental combinada con desacreditar a los críticos del gobierno, contradecir la misión de la televisión pública y violar una serie de principios de ética periodística.
Tras los cambios introducidos en diciembre de 2023, algunos periodistas y expertos en medios aún acusan a la cadena de televisión TVP Info de politización, falta de objetividad y de favorecer a la coalición gobernante y al gobierno del primer ministro Donald Tusk.

## Imagen corporativa

2007 - 2023
2023 - 2024
Desde 2024